# Pieter Casper Kroon
Pieter (Piet) Casper Kroon (Breukelen, 7 juli 1908 - Soest, 1 november 1976) was een Nederlandse militair tijdens de Tweede Wereldoorlog. Voor zijn betoonde moed in de oorlogsdagen is hij in 1948 onderscheiden met de Bronzen Leeuw. Kroon is 68 jaar geworden.

## Persoonlijk
Piet Kroon was de oudste zoon van Tijmen Kroon en Maria Berger. Hij groeide op op de boerderij van zijn ouders in Maarsseveen en Breukelen. Na de basisschool volgde hij de Ulo in Utrecht en daarna de Handels-hogereburgerschool hbs in Amsterdam waar hij in 1929 het diploma behaalde. Zijn vrouw was Hendrika Gerritdina Berendse. Zij woonden het grootste gedeelte van hun leven samen in Breukelen. Zij kregen vijf kinderen. Vier zonen en een dochter.

## Interbellum

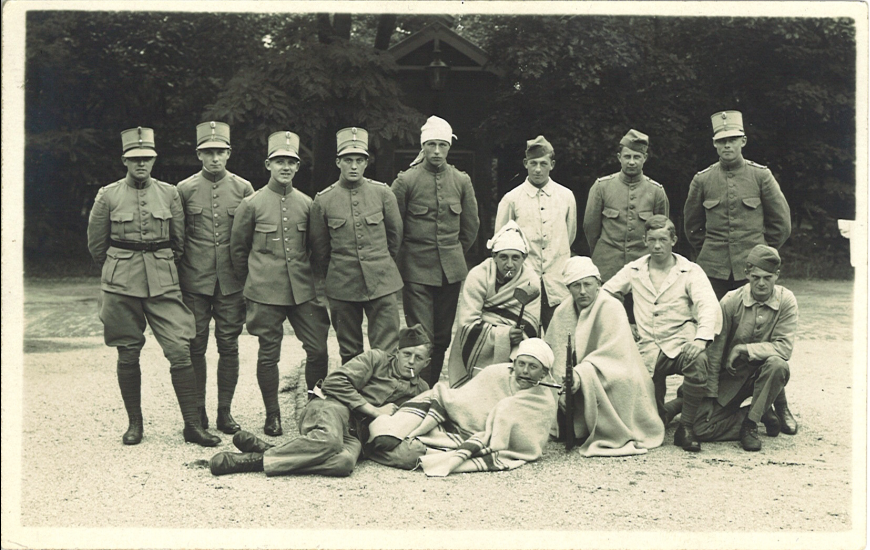
Soldaat Piet Kroon (geheel links) in opleiding,± 1935

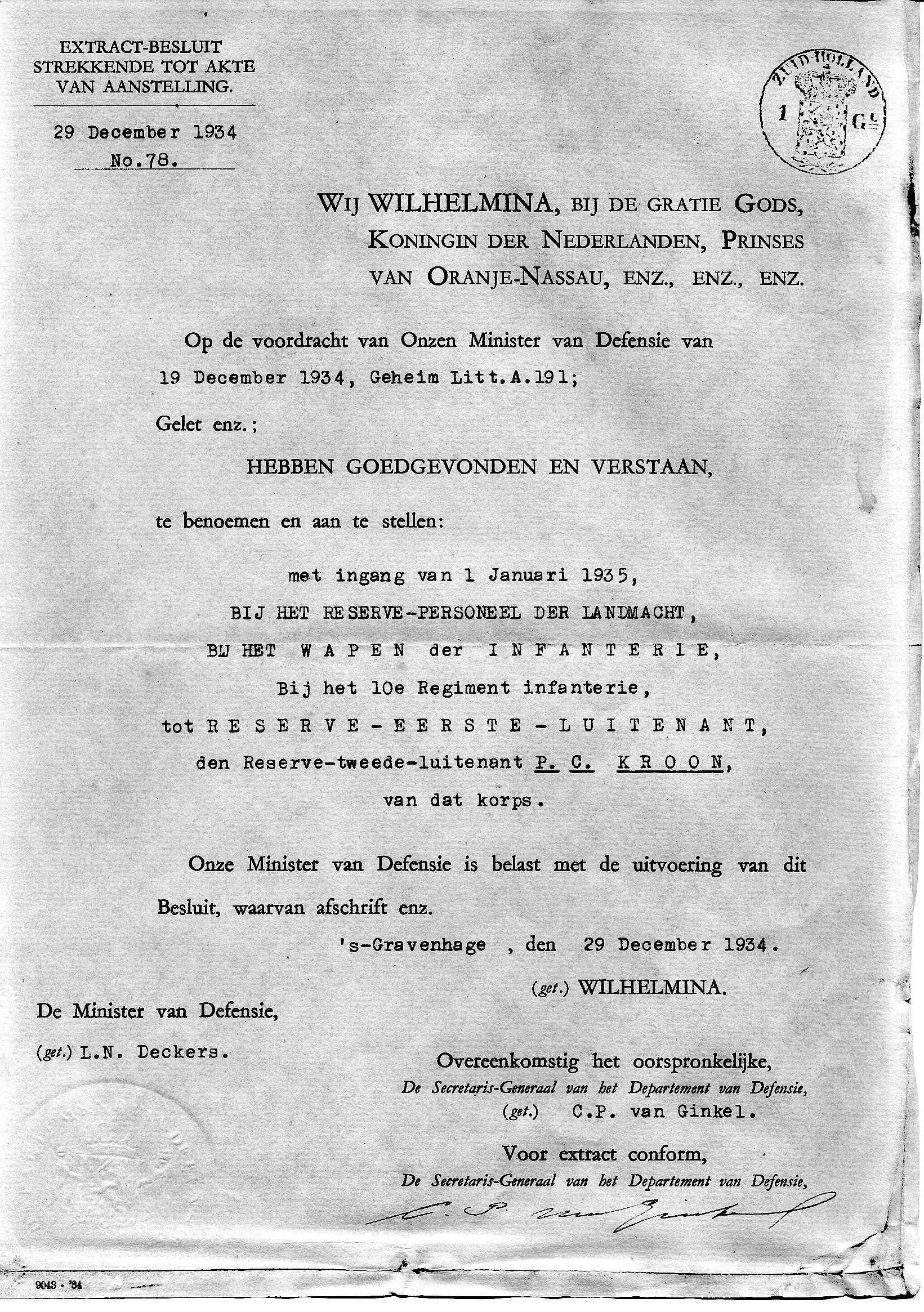
Benoeming van Kroon

In 1928 werd hij opgeroepen om zijn dienstplicht te vervullen. Hij kreeg een jaar uitstel en kwam in werkelijke dienst op 1 oktober 1929. Hij werd ingedeeld bij het 10de Regiment Infanterie en aangewezen voor de opleiding tot officier. Op 21 december 1929 werd hij bevorderd tot korporaal, op 29 maart 1930 tot sergeant en op 28 juli 1930 tot vaandrig. Hij ging met groot verlof op 30 september 1930 en werd benoemd tot reserve-tweede luitenant op 1 januari 1930. In de jaren daarna was hij werkzaam als hoofd-boekhouder op de zuivelfabriek MOBA in Baambrugge. Hij werd geregeld opgeroepen voor herhalingsoefeningen. Op 1 januari 1935 werd hij benoemd tot reserve-eerste luitenant. Op 24 augustus 1939 werd het Nederlandse leger gemobiliseerd en werd hij gelegerd in De Klomp, aan de noordkant van de Grebbelinie. Hij was in 1933 in Scherpenzeel getrouwd met Hendrika Gerritdina Berendse. Zij werden getrouwd door dominee Warmolts. De trouwtekst die zij meekregen was: "Deze God is onze God eeuwig en altoos. Hij zal ons geleiden tot de dood toe." Op de dag van de mobilisatie had het echtpaar inmiddels twee kinderen van ruim 2 en 1 jaar oud. De echtgenote was in verwachting van de derde. Dit derde kind werd geboren in de nacht dat de Tweede Wereldoorlog in Nederland uitbrak, op 10 mei 1940.

## Kroon's taak
De infanterie vormt bij verdediging de voorste linie en bij een aanval lopen de infanteristen voorop. In een verdedigende opstelling krijgt een peloton een bepaald vak toegewezen dat het moet verdedigen. De soldaten liggen vaak naast elkaar met enkele meters tussenruimte. Vaak graven zij zich in of liggen achter een verhoging. Zo’n vak krijgt een nummer of een letter. Vijand die in het schootsveld (het vak) van een groep komt dient, ‘onschadelijk’ gemaakt te worden.
Een peloton maakt deel uit van een compagnie en dat weer van een bataljon en dat weer van een regiment. Een luitenant voert het bevel over een peloton dat ongeveer 35 man telt. Vier pelotons vormen samen een compagnie. De compagnie van Kroon maakte deel uit van het 2de bataljon van het 10de Regiment Infanterie. Dat was ten noorden van de Grebbeberg gelegerd, rond Veenendaal, Ede, De Klomp. Kroon voerde niet alleen het bevel over een peloton, maar had ook de taak om de financiële administratie van het tweede bataljon bij te houden. In de oorlogsdagen had hij dus een administratieve taak en een gevechtstaak.

## Tweede Wereldoorlog
De oostgrens van Nederland was relatief moeilijk verdedigbaar. Een eerste zwakke verdedigingslinie werd daarom gepland achter de IJssel, een sterkere vlak voor de Grebbeberg en de Utrechtse heuvelrug. Daarachter lag de ‘Hollandse Waterlinie’ die in 1940 niet in gebruik is gesteld.
Door de inval in Polen werd het Nederlandse leger 24 augustus 1939 gemobiliseerd.

### Tijdens de oorlog
Kroon woonde inmiddels met zijn jonge gezin in Breukelen. Het hotelletje, vlak bij het station Veenendaal-De Klomp waar Kroon werd gelegerd is inmiddels verdwenen en vervangen door een appartement. Van zijn ervaringen tijdens de dagen na de Duitse aanval op Nederland op 10 mei 1940 maakte Kroon in 1947 een schriftelijk verslag. Uit dat verslag blijkt dat de Duitsers op de plek waar Kroon lag niet door de linies zijn heen gebroken. Bij de verdediging zijn er aan beide zijden soldaten gesneuveld. De patrouille die Kroon beschrijft, die op zijn initiatief tot stand kwam en waar hij de leiding van had, drong kruipend en schuilend in de Duitse linie door. De mortierstelling van de Duitsers die hen bij de aanval had bestookt en slachtoffers had geëist, werd door de patrouille onschadelijk gemaakt. Bij zijn terugkeer bij eigen troepen werd de patrouille aangezien voor een vijandige en bestookt met 'eigen vuur'.
Kroon beschrijft ook nog in het verslag dat tijdens de terugtocht van het Nederlandse leger op 13 mei 1940 hij en zijn peloton terugtrekkende troepen dekking moest geven. Hij werd ingehaald door Duitse troepen en hield zich, zo vertelde zijn vrouw het ver na de oorlog aan haar kinderen, dood, ook toen er tegen hem aan werd geschopt. Zo behield hij het leven. Een collega die naast hem lag maar zich bewoog, werd doodgeschoten. Zijn kinderen hoorden op latere leeftijd van hun moeder ook hoe hij, eenmaal thuis, nog vele weken daarna midden in de nacht angstig overeind kon schieten omdat hij gedroomd had van deze gebeurtenis.
Uit de verklaring komt Kroon naar voren als plichtsgetrouw, zich verantwoordelijk wetend voor de goede uitvoering van een aan hem opgedragen taak, vol zorg voor zijn ondergeschikten. Een door hem met de hand geschreven Overzicht van de inkomsten en uitgaven van het 10de Regiment Infanterie over de maand september 1939 is in het bezit van zijn nakomelingen.

### Tijdens de bezetting
Na zijn demobilisatie op 21 juni 1940 nam hij zijn administratieve werk in Baambrugge weer op. Hij kon een verzoek om aan het verzet in zijn woonplaats Breukelen deel te nemen, niet naast zich neerleggen. Vanaf 5 september 1944 was hij daar commandant van de Binnenlandse Strijdkrachten en leidde hij wapendroppings in de polders rond Ter Aa en Vinkeveen. Hij verborg een radio in huis in een holle wand waarmee gecodeerde berichten uit Engeland werden opgevangen.
Hij moest een paar maal onderduiken. In een zo'n onderduikperiode, in februari 1943, hield hij een paar dagen een dagboek bij. Hij was ondergedoken, zo valt uit enkele details op te maken bij de familie Cornet, die toen huize Vecht en Dan in Breukelen bewoonde. In dit notitieboekje beschrijft hij onder andere zijn houding tegenover het 'schrikbewind', zoals hij de Duitse bezetting noemde. Opvallend is tevens zijn benadrukking van de vrijheid van meningsuiting in een democratie'.

### Notitieboekje
|  |  |  |  |

### Einde oorlog

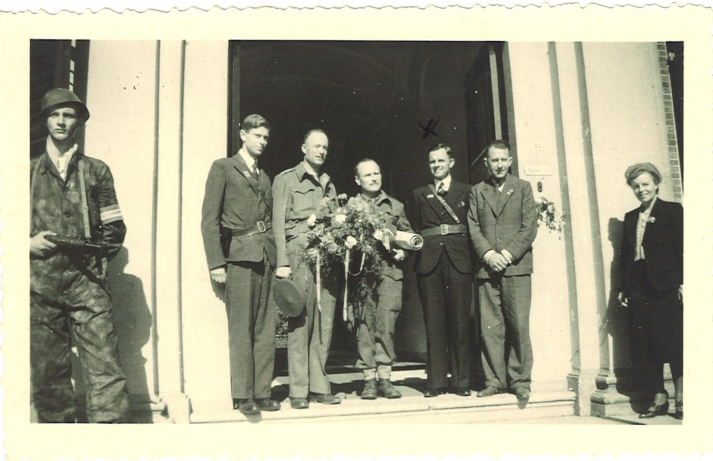
Op het bordes van het gemeentehuis van Breukelen ontvangen leden van de Binnenlandse Strijdkrachten de bevrijders. Piet Kroon met militaire koppel is derde van rechts.

In april 1943 deed het Bedrijfschap voor de Zuivel een schriftelijk verzoek, in het Duits gesteld, om Kroon vanwege onmisbaarheid in het bedrijf vrijstelling te verlenen van 'Arbeitsinsatz'. Blijkbaar was hij toen weer gewoon aan het werk. Op 5 mei 1945 gaf het Duitse leger zich in de 'vesting Holland' over. Enkele dagen daarna ontvangt hij de geallieerden op het gemeentehuis in Breukelen. (zie foto rechts)
Kroon kon de paar dagen tussen de overgave en het herstel van het burgerlijk gezag met zijn militaire ervaring en kennis van het militair recht voorkomen dat Duitsers die nog in de omgeving van het dorp waren gelegerd, werden aangevallen door leden van het verzet van buiten. Een leger dat heeft gecapituleerd mag namelijk nooit aangevallen worden en gebeurt dat wel dan heeft hij het recht zich te verdedigen. Kroon kon hierbij bij helpen voorkomen wat in Amsterdam helaas wel gebeurde, namelijk dat er burgerslachtoffers vielen.

## Na de oorlog
Op 28 mei 1946 werd Kroon opnieuw opgeroepen en weer ingedeeld bij het 10de Regiment Infanterie. In de jaren daarna was zijn taak de wederopbouw van het Nederlandse leger. Hij werd hij herhaalde malen overgeplaatst en bekleedde verscheidene functies. Zo was hij een tijd compagniescommandant en bekleedde hij een functie aan de Kaderschool in Amsterdam-Noord. Hij werd benoemd tot reserve-kapitein. Op 16 maart 1948 gaat hij ten slotte met groot verlof. Op 1 oktober 1953 is hij op zijn verzoek eervol ontslagen uit militaire dienst.
Tot zijn pensioen is hij vanaf 1948 werkzaam geweest als hoofd van het archief van het Provinciaal en Gemeentelijk Utrechts Stroomleveringsbedrijf (PEGUS) in Utrecht.

## Bronzen Leeuw

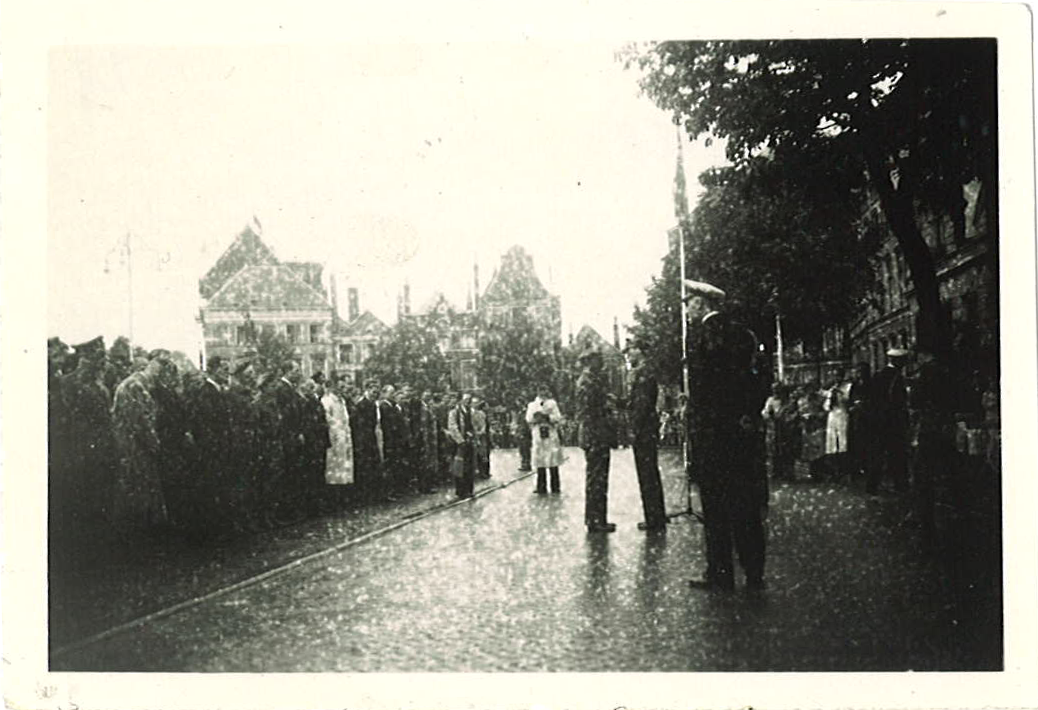
Uitreiking in 1948 door Prins Bernhard van de Bronzen Leeuw aan Piet Kroon.

Voor zijn betoonde moed in de oorlogsdagen van mei 1940 is hij in 1948 onderscheiden met de Bronzen Leeuw (bij Koninklijk Besluit nr 26 van 12 november 1947). Deze is hem door prins Bernhard uitgereikt. De Bronzen Leeuw is de op een na hoogste militaire onderscheiding voor betoonde dapperheid. De reden voor toekenning van de Bronzen Leeuw aan Kroon werd in 1948 als volgt geformuleerd:
"Heeft zich door het bedrijven van bijzonder moedige en beleidvolle daden in de strijd tegenover de vijand onderscheiden door in het tijdvak van 11 - 14 mei 1940 als commandant van een sectie Infanterie bij de voorpostengevechten aan de Buurtsteeg lopende naar Ede op onverschrokken en voorbeeldige wijze onder vijandelijk vuur zijn sectie aan te voeren.

In het bijzonder door op 13 mei 1940, nadat zijn sectie door zwaarmortiervuur ernstige verliezen had geleden en voortdurende mitrailleurvuur werd ontvangen, geheel zelfstandig een patrouille in het voorterrein aldaar aan te voeren met het doel om vijandelijke mitrailleursnesten te overvallen.

Tijdens deze patrouille, waarbij vijandelijk vuur werd ontvangen, door te dringen in aanvankelijk door de vijand bezet gebied, Duitse waarschuwingsborden, diendende tot vermijding onzer landmijnen, op te ruimen, vijandelijke telefoonverbindingen te vernielen en een hoeveelheid vijandelijke mortiermunitie en uitrustingsstukken buit te maken."